# سیمون متیو
 سیمون متیو (فرانسوی: Simone Mathieu‎؛ زاده ۳۱ ژانویهٔ ۱۹۰۸ درگذشته ۷ ژانویهٔ ۱۹۸۰) یک تنیس‌باز اهل فرانسه بود.

او در سال‌های ۱۹۳۸ و ۱۹۳۹ توانسته بود در تنیس ماده انفرادی زنان در تنیس آزاد فرانسه به مقام قهرمانی برسد. از او به عنوان یکی از نیروهای فعال مقاومت فرانسه در طول جنگ جهانی دوم نیز یاد می‌شود.
به احترام او، یک زمین‌بازی تنیس در ورزشگاه رولان گاروس در منطقه ۱۶ پاریس، نام‌گذاری شده‌است.